# (13049) Butov
(13049) Butov est un astéroïde de la ceinture principale.

## Description
(13049) Butov est un astéroïde de la ceinture principale. Il fut découvert le 15 septembre 1990 à Naoutchnyï par Lioudmila Jouravliova. Il présente une orbite caractérisée par un demi-grand axe de 2,58 UA, une excentricité de 0,16 et une inclinaison de 13,5° par rapport à l'écliptique.

## Compléments